# Great Altcar
Great Altcar è un villaggio e parrocchia civile dell'Inghilterra, appartenente alla contea del Lancashire.